# Zambie na letních olympijských hrách
Zambie na letních olympijských hrách startuje od roku 1964. Toto je přehled účastí, medailového zisku a vlajkonošů na dané sportovní události.

## Účast na Letních olympijských hrách
| Dějiště LOH            | LOH      | Vlajkonoš                    | Zlatá medaile | Stříbrná medaile | Bronzová medaile | Celkem |
| ---------------------- | -------- | ---------------------------- | ------------- | ---------------- | ---------------- | ------ |
| 1964 Tokio             | LOH 1964 | Trev Haynes                  |               |                  |                  | 0      |
| 1968 Ciudad de México  | LOH 1968 | nebyl                        |               |                  |                  | 0      |
| 1972 Mnichov           | LOH 1972 | nebyl                        |               |                  |                  | 0      |
| 1976 Montréal          | 1976     |                              |               |                  |                  | Ne     |
| 1980 Moskva            | LOH 1980 | nebyl                        |               |                  |                  | 0      |
| 1984 Los Angeles       | LOH 1984 | Davison Lishebo              |               |                  | 1                | 1      |
| 1988 Soul              | LOH 1988 | Samuel Chomba                |               |                  |                  | 0      |
| 1992 Barcelona         | LOH 1992 | Ngozi Mwanamwambwa           |               |                  |                  | 0      |
| 1996 Atlanta           | LOH 1996 | Davis Mwale                  |               | 1                |                  | 1      |
| 2000 Sydney            | LOH 2000 | Samuel Matete                |               |                  |                  | 0      |
| 2004 Athény            | LOH 2004 | Davis Mwale                  |               |                  |                  | 0      |
| 2008 Peking            | LOH 2008 | Hastings Bwalya              |               |                  |                  | 0      |
| 2012 Londýn            | LOH 2012 | Prince Mumba                 |               |                  |                  | 0      |
| 2016 Rio de Janeiro    | LOH 2016 | Mathews Punza                |               |                  |                  | 0      |
| 2020 Tokio             | LOH 2020 | Tilka Paljk Everisto Mulenga |               |                  |                  | 0      |
| 2024 Paříž             | LOH 2024 |                              |               |                  |                  | x      |
| Celkem                 | 14       |                              | 0             | 1                | 1                | 2      |
| Zdroj na Olympedia.org |          |                              |               |                  |                  |        |